# Encarnación Alzona
Encarnación Alzona   (Biñán, 23 de març de 1895 - Manila, 13 de març de 2001) Encarnación Alzona i Amoranto fou una historiadora, educadora i sufragista filipina, la primera dona filipina que obtingué un doctorat. El 1985 li concediren el títol de científica nacional de Filipines.

## Biografia
Encarnación Alzona nasqué a Biñan, La Laguna (Filipines) i cresqué a la província de Tayabas. Son pare era jutge i parent llunyà de José Rizal. La seua mare i el seu pare eren lectors voraços, i això fomentà les inclinacions acadèmiques d'Alzona. El 1917 es graduà en Història per la Universitat de Filipines de Manila i obtingué un màster l'any següent en la mateixa universitat. La seua tesi va consistir en una enquesta històrica sobre l'educació escolar de les dones a Filipines, tema rellevant en el seu posterior activisme com a sufragista.
Alzona continuà els estudis als Estats Units amb una beca del govern americà. Va obtenir un altre màster en Història pel Radcliffe College, Universitat Harvard al 1920, i un doctorat per la Universitat de Colúmbia el 1923.
Alzona tornà a Filipines el 1923 i formà part del Departament d'Història de Manila de la Universitat de Filipines, que més tard es traslladarà a la Universitat de Filipines (Diliman).

### Implicació en el sufragi de les dones
Tot i que les dones americanes van aconseguir el dret al vot el 1920, les dones filipines (una colònia americana aleshores) no hi tenien dret. El 1919, Alzona publicà un article en la Philippine Revisión, en què advocava per la concessió del sufragi a les dones filipines. El 1926 en un article periodístic es planyia que el Congrés de Filipines, el qual descrivia com el "baluard del conservadorisme" encara no havia legislat a favor del sufragi de les dones.
El 1928, Alzona fou elegida presidenta de l'Associació Filipina de Dones Universitàries, una organització que se centrà a aconseguir el vot de les dones. També va escriure un llibre el 1934, The Filipino Woman: Her Social, Economic and Political Status (1565-1933), en què reivindicava la igualtat de les dones filipines malgrat la privació considerable dels seus drets socials i polítics. Els seus escrits d'aquest període van reforçar el suport social i polític al sufragi femení, que s'aconseguí el 1937.

### Historiadora
Des de la seua posició privilegiada en l'acadèmia, Alzona escrigué llibres sobre la història de Filipines. El primer, publicat el 1932, es titulava A History of Education in the Philippines 1565-1930. Fou elogiat com "una descripció completa de l'educació i el desenvolupament cultural del país [i] probablement el treball més ampli i exhaustiu sobre el tema fins hui". Alzona també publicà biografies sobre dones filipines pioneres com ara Paz Guazon i Librada Avelino, i traduí obres històriques de José Rizal i Graciano López Jaena. Escrigué una monografia històrica en castellà titulada El legado de España en Filipinas, que va rebre el Premi Lone del 2n Congrés d'Hispanistes de Filipines del 1954.
Alzona deixà la facultat de la Universitat de Filipines el 1945, malgrat ser nomenada professora emèrita d'Història el 1963. El 1955, cofundà l'Associació Històrica Filipina juntament amb altres historiadors com ara Teodoro Agoncillo i Gregorio Zaide. Del 1959 al 1966, presidí l'Institut Històric Nacional.
Alzona fou una promotora incansable del treball i llegat del seu parent llunyà, l'heroi nacional José Rizal. A més de traduir la seua obra, sovint feia conferències sobre Rizal, i fou la primera presidenta de la Kababaihang Rizal.

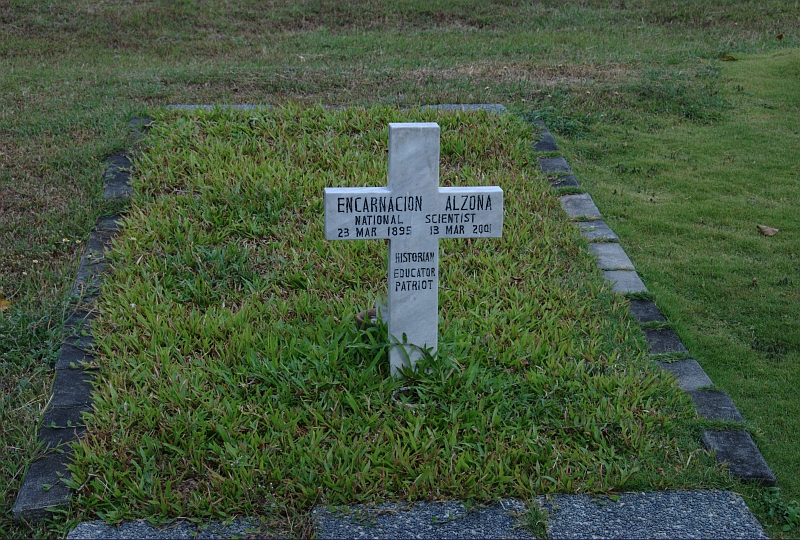
Com a científica nacional, Alzona està enterrada en el Cementeri dels Herois

### Figura pública
Alzona va decidir restar a Manila durant l'ocupació japonesa en la Segona Guerra Mundial, i s'implicà en el moviment de la guerrilla contra el Japó.
Després de la guerra, Alzona fou nomenada pel president Manuel Roxas membre de la delegació filipina de la UNESCO on restà fins al 1949. L'elegiren per a presidir el Subcomité de Ciències socials, Filosofia i Humanitats el 1946. Del 1959 al 1966, fou membre de la Junta de la Universitat de Filipines.
El 12 de juliol del 1985, el president Ferdinand Marcos la nomenà Científica Nacional de Filipines.
Alzona ha estat una de les poques persones filipines notables que arribà als cent anys. Va morir deu dies abans de complir cent sis anys, el 2001. Està soterrada en el cementeri nacional de Filipines, el Cementeri dels Herois.